# 오리온의 허리띠

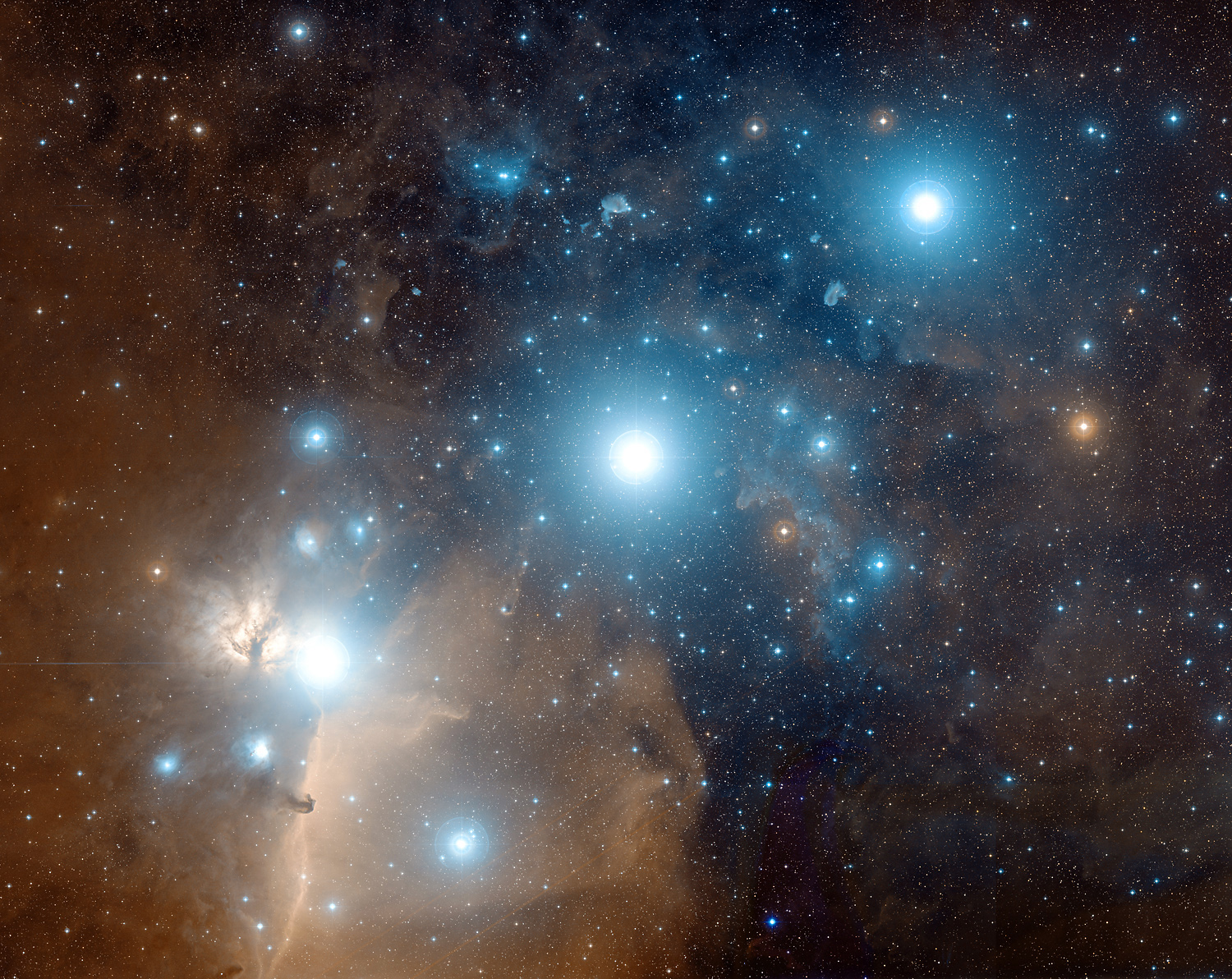
오리온 띠의 사진

오리온의 허리띠 또는 오리온 띠는 오리온자리의 성군이다. 맨눈으로 쉽게 볼 수 있는 밝은 항성 3개(알니타크, 알닐람, 민타카)로 구성되어 있다.
오리온의 띠를 이루는 세 별은 일렬로 일정한 간격으로 늘어서 있는 것처럼 보이기 때문에 오리온자리가 밤하늘 어디에 있는지를 쉽게 알려주는 표식 역할을 한다. 그러나 셋이 지구에서 떨어진 거리는 각각 736, 1340, 915광년으로 크게 차이가 난다. 세 별은 오리온의 옷에서 허리띠 부분으로 여기서 이 성군의 이름이 나왔다. 북반구 밤하늘에서는 겨울(1월 오후 9시 경)에 특히 잘 보인다.

## 구성원

### 알니타크
알니타크는 지구로부터 약 736광년 떨어져 있으며, 자외선 영역까지 합쳐서 태양보다 10만 배 밝게 빛난다. 알니타크는 삼중성으로, 주성은 뜨거운 청색 초거성으로 절대 등급은 -5.25이며 겉보기 등급 1.70으로 밤하늘에서 보이는 분광형 O 항성들 중 가장 밝다. 다른 두 개의 반성들은 각각 겉보기 등급이 +4이며 청색 별이다. 

### 알닐람
알닐람은 지구로부터 약 1340광년 떨어져 있으며 겉보기 등급은 1.70이다. 자외선 영역까지 고려하면 태양보다 37만 5천 배 밝다.

### 민타카
민타카는 지구로부터 915광년 떨어져 있고 겉보기 등급은 2.21이다. 이 별은 태양의 9만 배 밝기로 빛난다. 밤하늘에서는 하나의 별처럼 보이지만 실제로는 이중성이다. 두 별은 5.73일에 서로의 질량 중심을 한 바퀴 돈다.

## 문화

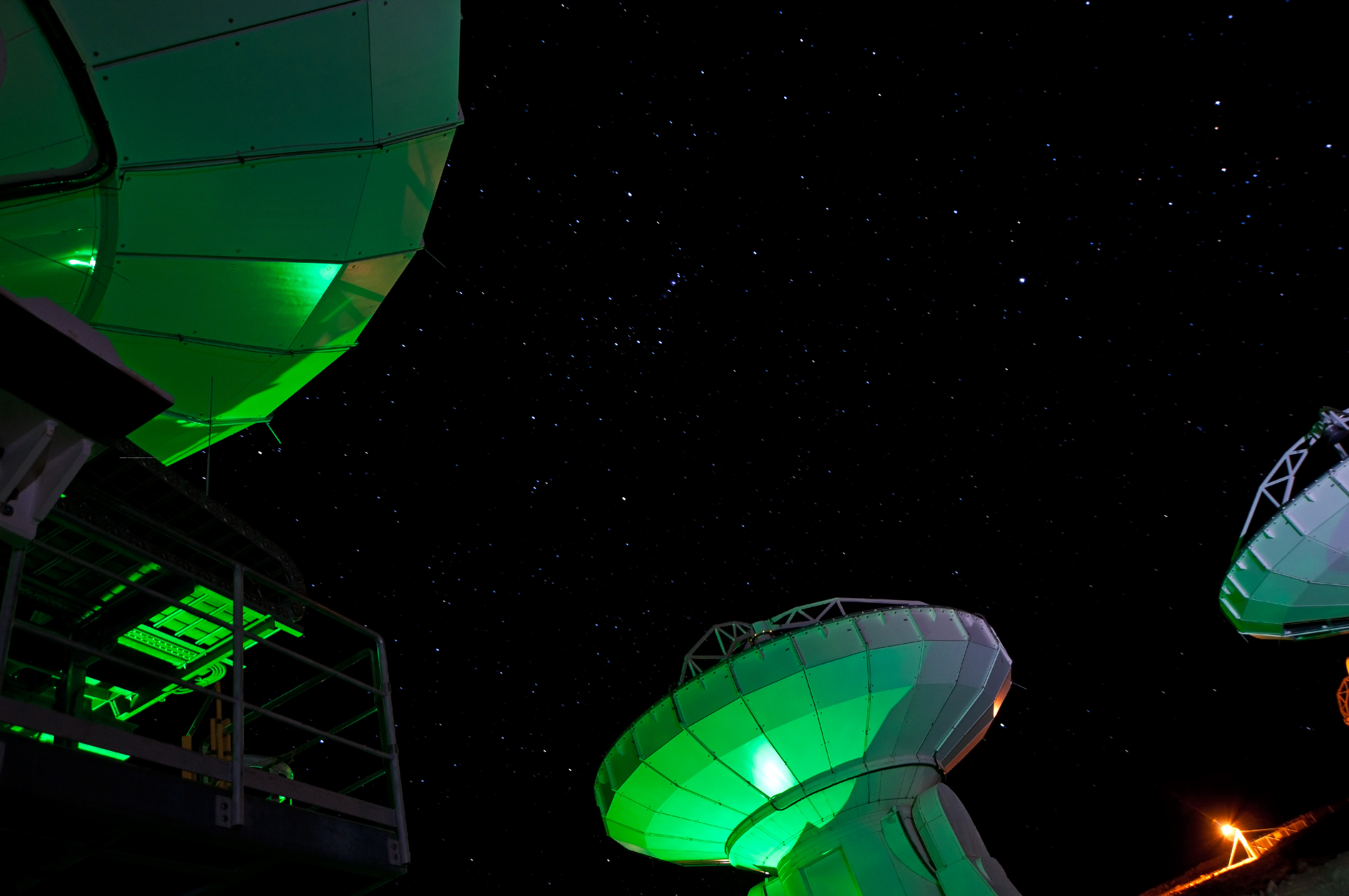
아타카마 대형 밀리미터 집합체 위로 보이는 오리온 띠.

스페인, 포르투갈, 남아메리카에서 이 세 별은 '세 명의 마리아'로 알려져 있다. 세 별은 태양이 떠오르기 직전 북쪽 밤하늘에 떠 있기 때문에 고대로부터 시간을 파악하는 데 있어 유용한 존재였다. 필리핀, 푸에르토리코에서는 '세 명의 왕'으로 불렸다. 세 별은 매년 1월 6일 동방 박사 세 사람이 아기 예수에게 찾아왔다는 날인 주현절을 전후하여 밤하늘에 나타나기 시작한다.
리처드 힌클리 앨런은 자신의 저서에 여러 문화권에서 오리온 띠를 칭하는 많은 이름들을 수록했다. 영미권에서는 '야곱의 지팡이', '베드로의 지팡이', '황금 활대', '엘 (단위)', '야드', '엘 지팡이', '동방박사', '세 명의 왕', '세 명의 마리아', '세 별'등으로 불려왔다고 한다.
성서 욥기에는 "네가 북두칠성에게 굴레라도 씌우고 오리온 성좌의 사슬을 풀어주기라도 한단 말이냐?"라는 문장에서 '사슬'로 표현되어 있다.

## 사진첩

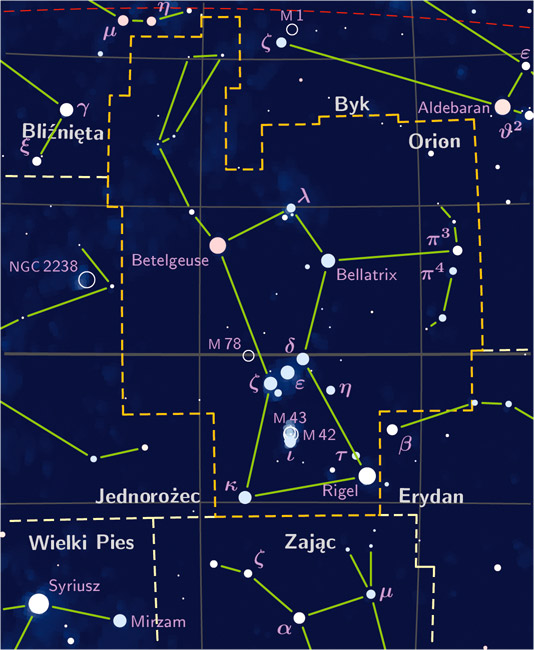
오리온자리의 지도.
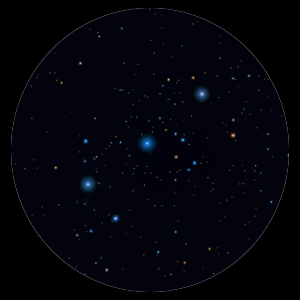
오리온의 띠 CGI.
불꽃 성운과 오리온 띠를 찍은 천체 사진.

## 같이 보기
- 오리온자리